# Dilleniidae
Dilleniidae es una subclase de plantas dicotiledóneas divididas en 13 órdenes. Esta clase fue utilizada en el popular sistema de clasificación de Cronquist, hoy es obsoleta. Se caracteriza por si ser monofiletica
flores cíclicas con desdoblamiento centrífugo; corola casi siempre dialipétala (a veces simpétalas y apétalas).
Órdenes:
- Dilleniales.

Dilleniaceae (Peoniáceas).
- Theales.

Theaceae
Hypericaceae o Guttiferae
Elatinaceae.
Quinaceae.
- Malvales.

Tiliaceae.
Sterculaceae.
Bombacaceae.
Malvaceae.
- Violales.

Flacourtiaceae.
Violaceae.
Caricaceae.
Passifloraceae.
Cistaceae.
Tamaricaceae.
Frankeniaceae.
Begoniaceae.
Cucurbitaceae.
- Salicales.

Salicaceae.
- Capparales.

Tovariaceae
Capparaceae.
Brassicaceae.
Moringaceae.
Resedaceae.
- Ericales.

Ericaceae.
Pyrolaceae.
Empetraceae.
- Ebenales.

Ebenaceae.
- Primulales.

Primulaceae.